# Nosodendron angelum
Nosodendron angelum is een keversoort uit de familie van de boomsapkevers (Nosodendridae). De wetenschappelijke naam van de soort is voor het eerst geldig gepubliceerd in 1973 door Reichardt.